# Adrien Maurice z Noailles
Adrien Maurice z Noailles, 3. vévoda z Noailles (29. září 1678, Francie – 24. června 1766, Francie) byl francouzský šlechtic a voják.

## Život
Adrien se narodil jako jediný syn vévody Anne Julese z Noailles a jeho manželky Marie Františky de Bournonville. Po otcově smrti v roce 1708 se stal vévodou z Noailles.
Bojoval ve válce o španělské dědictví (1710–1713), během nichž 24. – 26. července 1710 potlačil britský útok na Sète. V letech 1715 až 1718 byl prezidentem rady financí. Vyznamenal se ve válce o polské dědictví a roce 1734 byl jmenován maršálem Francie, v roce 1748 pak děkanem maršálů. Sloužil ve válce o rakouské dědictví a v březnu 1743 byl pověřen vedením francouzských ozbrojených sil. V červnu 1743 byl poražen v bitvě u Dettingenu, ale následujícího roku se mu podařilo vyhnat Rakušany z Alsaska-Lotrinska, přesto však nevyužil příležitosti zničit rakouskou armádu při přechodu Rýna.
Jako ministr zahraničí, kterým byl vévoda z Noailles od dubna do listopadu 1744, pokládal Velkou Británii za většího nepřítele Francie, než habsburské Rakousko. Později působil v diplomacii a měl velký vliv na směr zahraniční politiky.
V roce 1698 se jako hrabě z Ayen oženil s Františkou Šarlotou Amable d'Aubigné, neteří Madame de Maintenon. S manželkou měl Adrien šest dětí, čtyři dcery a dva syny. Oba jeho synové, Ludvík, 4. vévoda z Noailles, i Filip, vévoda z Mouchy, se později stali maršály Francie.
Vévoda Adrien se stal v roce 1702 rytířem řádu zlatého rouna, v roce 1711 Grandem ve Španělsku a 1724 rytířem řádu Svatého Ducha.

## Potomci
S manželkou Františkou Šarlotou měl Adrien Maurice šest dětí:
- Františka Adelaida z Noailles (1. září 1704 – leden 1776), v roce 1717 provdala za Karla Lotrinského, syna hraběte Ludvíka de Lorraine
- Amable Gabriela z Noailles (18. února 1706 – září 1742), dvorní dáma královny; provdala se za Honoré Armanda de Villars, s nímž měla jednu dceru Amable Angeliku; Amable Angelika mohla být dcerou chevaliera d'Orleáns, milence Amable Gabriely
- Marie Luisa z Noailles (8. září 1710 – 22. května 1782), v roce 1737 se provdala za Jacquese Nompara de Caumont, vévodu z La Force, s nímž se v roce 1742 rozvedla
- Ludvík z Noailles (21. dubna 1713 – 22. srpna 1793), vévoda z Ayen, vévoda z Noailles; oženil se s Kateřinou Františkou Šarlotou z Cossé-Brissac
- Filip z Noailles (27. prosince 1715 – 27. června 1794), hrabě z Noailles; oženil se se známou Madame Étiquette, dvorní dámou Marie Antoinetty; Filip byl i s manželkou za Velké francouzské revoluce popraven
- Marie Anna Františka z Noailles (12. ledna 1719 – 29. června 1793), v roce 1744 se provdala za Ludvíka Engelberta z La Marck (1701–1773), hraběte ze Schleidenu